# Thomas Banchoff

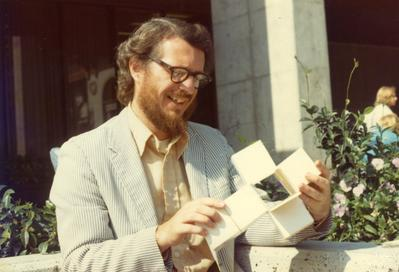
Thomas Banchoff en Berkeley en 1973 (foto por George Bergman)

Thomas Francis Banchoff  es un matemático estadounidense especializado en geometría. Es profesor en la Universidad Brown (Providence, Rhode Island), donde ha enseñado desde 1967. Es conocido por su investigación en geometría diferencial, en 3 y 4 dimensiones, por su tentativa en desarrollar métodos de desarrollo de ordenadores gráficos a principios de los 90', y más recientemente por su trabajo pionero en métodos dinámicos e interactivos de educación utilizando recursos en línea.
Banchoff asistió a la Universidad de Notre Dame de Luc (Indiana, USA), y recibió su Doctorado de Filosofía en la Universidad de California en Berkeley en 1964, donde fue alumno de Shiing-Shen Chern. Antes de ir a Brown enseñó en la Universidad de Harvard y en la Universidad de Ámsterdam. En el 2012 se convirtió en socio de la Sociedad Estadounidense de Matemática. Fue presidente de la Asociación Estadounidense de Matemática (MAA, por sus siglas en inglés).

## Algunas publicaciones
1. Real Time Computer Graphics Techniques in Geometry, 1974 (con Charles Strauss), Proceso AMS: Ordenadores en la Educación. (PDF en inglés)
2. Congreso Internacional de Matemáticos, Helsinki, 1978, invitado a la sección de Pedagogía, Computer Animation and the Geometry of Surfaces in 3- and 4-Space. (enlace roto disponible en Internet Archive; véase el historial, la primera versión y la última). (PDF en inglés).
3. Linear Algebra Through Geometry (con John Wermer), Springer- Verlag 1983, segunda edición revisada y ampliada en 1991.
4. EDGE-The Educational Differential Geometry Environment, (con Richard Schwartz) 1987;
5. Student-Generated Interactive Software for Calculus of Surfaces in a Workstation Laboratory, Tendencias UME 1990.
6. Beyond the Third Dimension, Scientific American Library 1990, 1996 (200 páginas acerca del volumen ilustradas digitalmente)

## Influencia y amistad con Salvador Dalí
A lo largo de su carrera, Salvador Dalí estuvo fascinado por las imágenes y conceptos sobre ciencias y matemática, los cuales planteó en sus pinturas. El objetivo central en su obra "Crucifixión (Corpus Hypercubus)" (1954, MET),  es representar al Cristo en un hipercubo, es decir, en una dimensión superior (tetradimensional) a la forma habitual en que suele representarse (tridimensional).

"Los pensadores y literatos no me aportan absolutamente nada. Los científicos, todo, incluso la inmortalidad del alma."
Salvador Dalí, Documental 'Dimensión Dalí'

Comenzarían una gran amistad luego de que, en 1975, The Washington Post publicara un artículo del joven Banchoff sobre la visualización tridimensional de las Dimensiones Superiores, ilustrado con la obra de Dalí.

## Lectura adicional
- Donald J. Albers & Gerald L. Alexanderson (2011) Fascinating Mathematical People: interviews and memoirs, "Tom Banchoff", pp 57–78, Princeton University Press, ISBN 978-0-691-14829-8 .
- Relación e influencia sobre Salvador Dalí. Documental "Dimensión Dalí, la obsesión de un genio por la ciencia" (Fragmento de guion).
- Lista de publicaciones  (pág. en inglés).
- Banchoff, T. (2008). Dimensión. En L. Steen (Ed.), La enseñanza agradable de las matemáticas (pp. 17-65). México: Limusa.